# Clocolan
Clocolan este un oraș din Africa de Sud.